# Adenandra mundiifolia
Adenandra mundiifolia är en vinruteväxtart som beskrevs av Eckl. & Zeyh.. Adenandra mundiifolia ingår i släktet Adenandra och familjen vinruteväxter. Inga underarter finns listade i Catalogue of Life.